# Marie-Fernand
Marie-Fernand est un voilier, cotre-pilote, de 1894 typique de la Manche, restauré en 1984 et 2004, basé au Havre. Il est l'un des plus vieux bateaux de travail naviguant encore en France. C'est aussi le dernier cotre pilote du Havre présent en France, sur la quarantaine d'unités que comptait ce type de bateau. Il s'offre aujourd'hui à la navigation pour les adhérents de l'association qui le gère.
Marie-Fernand fait l’objet d’un classement au titre objet des monuments historiques depuis le 9 juin 1986.

## Histoire
Marie-Fernand est construit sur les chantiers Abel Le Marchand du Havre et lancé le 7 juillet 1894 avec l'immatriculation H 23 (H pour Le Havre). Une quinzaine de jours plus tard, il remporte la très convoitée coupe des bateaux pilotes aux grandes régates du Havre. Il fait vingt ans de pilotage avec son premier propriétaire Eugène Prentout et son successeur Gaston Maillard (à partir de 1909), du Nord jusqu'au cap Gris-Nez et dans l'Ouest passé les roches des Casquets jusqu'en 1914 où il est désarmé. Le nom du bateau vient des prénoms accolés des deux enfants de M. Prentout. Ce dernier avait reçu la légion d'honneur pour avoir sauvé avec son bateau sept marins de la goélette française Marthe.
À partir de 1917, consécutivement à son remplacement par un bateau à vapeur, il entame une carrière de navire de pêche, racheté par Louis Chégaray qui le revend à M. Maréchal, armateur. Les patrons pêcheurs sont MM. Avisse, Droguenbrat et Tribhou.
Marie-Fernand est ensuite cédé à un plaisancier britannique M. Steward en 1922 qui le fait croiser en Cornouailles et dans le canal Saint-Georges, puis il se retrouve en Écosse avec son nouveau propriétaire Archibald Cameron. Il est alors rebaptisé Marguerite 2 puis Léonora. Il fera un cours passage dans la Royal Navy comme navire d'observation sous le commandement du fils de M. Cameron avant de retourner à la plaisance avec Ronald Barge. Le bateau se retrouve finalement en possession de Peter Gregson, un courtier maritime de Salcombe (South Hams).
En 1984, un groupe de Havrais envisage de construire une réplique du Marie-Fernand, sans savoir que l'original existait toujours. Le propriétaire anglais se manifeste et le propose à la vente. Après d'âpres négociations, la transaction s'opère. Au total, Marie-Fernand aura donc passé plus de 60 ans en Grande-Bretagne avant d'être racheté par l'association L'Hirondelle de la Manche créée pour l'occasion. Le nom de l'association vient de ce que l'on surnommait justement ce type de cotres-pilotes « hirondelles de la Manche » en raison de leur caractère véloce et élégant. L'ancien cotre-pilote entame ainsi une quatrième carrière en tant que voilier du patrimoine porteur des traditions havraises.
Classé monument historique en 1986, et rapidement restauré avec l'aide d'un lycée professionnel (lycée Lavoisier au Havre, ex-lycée dit « de l'automobile »), Marie-Fernand participe à divers rassemblements : aux Voiles de la liberté en 1989 puis à l'Armada de Brest en 1992, 1996, 2000 et 2004, l'Armada de Rouen en 2003, Douarnenez en 1998 et 2002, Le Tréport, Dieppe, Caen, Honfleur, Gravelines, Saint-Valery-en-Caux, Boulogne-sur-Mer, Saint-Vaast-la-Hougue, Fécamp, Mer en fête au Havre et toutes les manifestations à caractère nautique ou culturel organisées au Havre,. Il embarque également des lycéens du Havre, des handicapés en fauteuils roulants, et de nombreux admirateurs de vieux gréements. Pour son centenaire en 1994 il régate dans la baie du Havre, barré par Éric Tabarly, président d'honneur de l'association. Le 13 Juin 1998, il est opposé à l'autre cotre pilote du Havre survivant , le Jolie Brise (armé par une école de voile britannique) à l'occasion des régates du cent-cinquantenaire  de la Société  des Régates du Havre , un vire-vire de trois heures disputé par vent frais devant le Cap de la Hève, où participent des voiliers habitables modernes et même des dériveurs légers. Il est nettement battu, l'équipage britannique, plus entraîné, ayant aussi eu la sagesse de ne pas hisser la voile de flèche que l'équipage de Marie Fernand doit affaler péniblement en cours de régate. La remise des prix sera endeuillée par l'annonce du décès d'EricTabarly en mer d'Irlande.
En 2001, il vient à son tour célébrer le centenaire du trois-mâts Duchesse Anne à Dunkerque.
À partir de 2004, le vieux bateau fait l'objet d'une refonte complète par le chantier du Guip à Brest, soutenue par la Direction régionale des affaires culturelles de Haute-Normandie, le conseil général de la Seine-Maritime, la ville du Havre et de nombreux mécènes,. La restauration a nécessité une reconstruction à l'identique de certaines parties (étrave, étambot, quille, couples, bordés sauvegardés à 70 % étant donné la qualité du bois d'origine) et un démontage du pont notamment. Elle a coûté 370 000 euros, résultant de financements publics et des fonds propres de l'association, complétés par le produit de souscriptions, l'une en partenariat avec la Fondation du patrimoine, l'autre encore en cours, spécialement pour financer la nouvelle motorisation. Les bénévoles ont réalisé beaucoup de travaux par eux-mêmes. Par exemple, le nouveau guindeau a été notamment reconstitué à partir d'un treuil de ferme acheté dans l'Est de la France. Par ailleurs, la propulsion mécanique sera notablement améliorée : une nouvelle hélice à pas variable Max-Prop ; un nouveau moteur, un Nanni Diesel de 115 ch, dont l'installation nécessite de prendre en compte le fait que le bateau n'est pas motorisé dans l'axe. Son moteur est ainsi déporté à tribord pour éviter un perçage qui fragiliserait la coque. Enfin le nouveau réservoir de gazole a été réalisé par la section chaudronnerie du lycée Jean Guéhenno.

## La nouvelle vie du bateau restauré

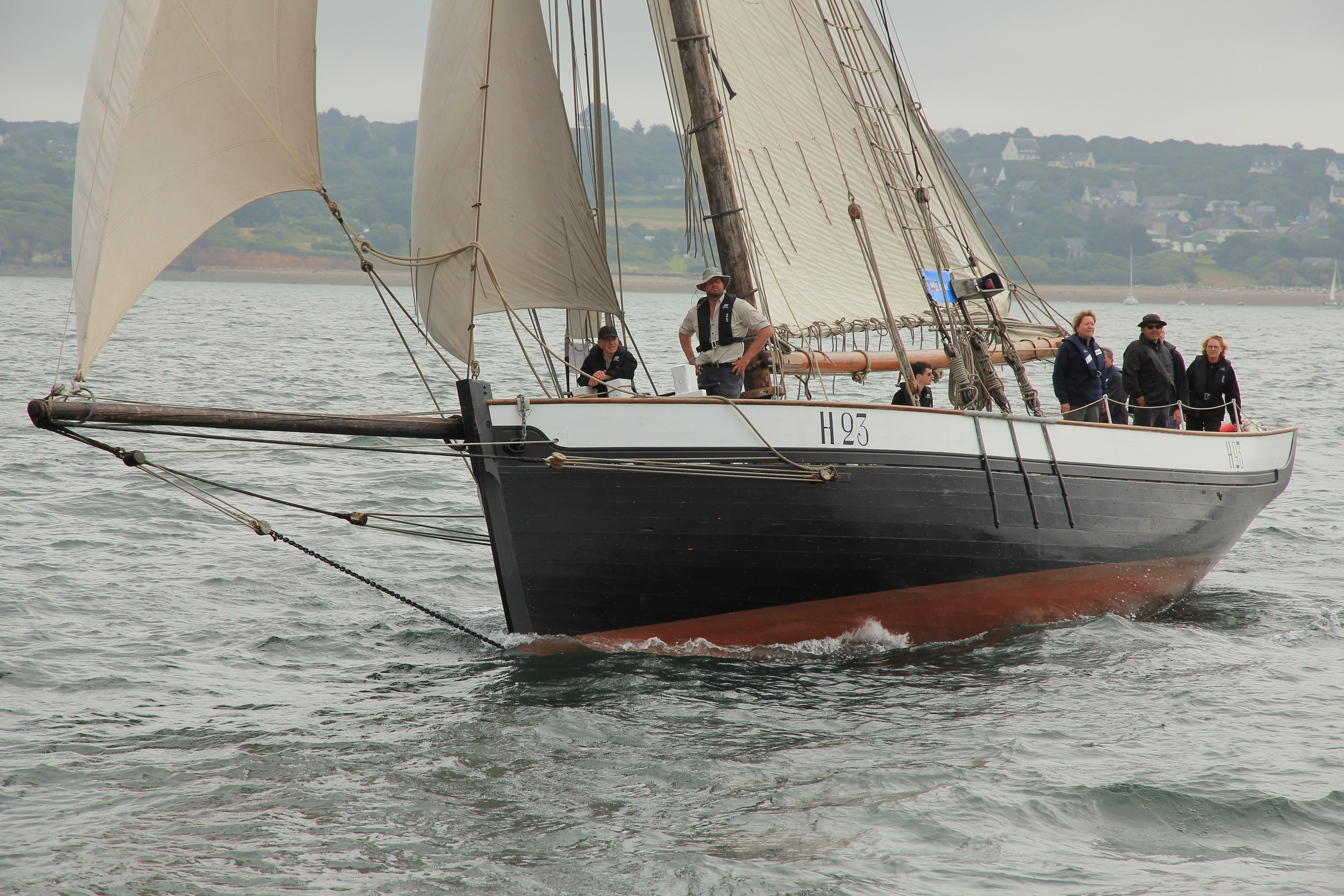
Participation à Brest 2012

Marie-Fernand ainsi rénové est lancé le 13 juillet 2008 pour Brest 2008 en présence de la veuve d'Eric Tabarly mais les finitions s'opéreront à quai à Brest (remotorisation et installation du mât venu de Normandie), avant que le bateau ne rejoigne son « havre » en juillet 2009 pour terminer les aménagements intérieurs pour une fin de chantier estimée à l'été 2010. Pour ce faire, il est stationné dans le bassin de l'Eure à couple du bateau-phare Havre III. Cependant, en 2009, il participe déjà aux manifestations havraises : la coupe Virginie Heriot les 29/30 août, la Fête de la mer, la journées du patrimoine en septembre où il a reçu le prix du Yacht club de France, la semaine dédiée à la Transat Jacques Vabre début novembre ainsi que la traditionnelle fête de la crevette à Honfleur. Il a effectué sa première régate Virgine Hériot le 29 août 2009 et sa première sortie de l'année en 2010, le 6 mai à l'occasion de laquelle il embarquait les marins-pilotes de la station du Havre-Fécamp.
En septembre 2010, le bateau connaissait sa première avarie moteur depuis sa restauration. Le bateau entre en travaux courant mars puis en carénage en mai 2011. Au programme : nettoyage, peinture, pose du nouvel accouplement moteur, du sondeur et de l'anti-fouling. Dès les travaux terminés, le bateau continuera de naviguer, notamment au profit de ceux qui le souhaitent, marins d'un jour ou équipiers confirmés, sous condition d'adhérer à l'association.
En avril 2012 on lui pose un sondeur (associé au loch, au guindeau et à l'écubier) sur la cale des pêcheurs au Havre et on lui remplace quelques anodes en juillet 2012 au port du Tinduff. Le bateau poursuit par ailleurs sa navigation, participe à la classique Virginie Hériot au Havre en septembre 2012 et assure une présence à différents fêtes marines (fête des marins à Honfleur, Fête de la mer au Havre, Tonnerres de Brest), ne négligeant pas des rencontres avec d'autres bateaux comme le Jolie Brise (également ancien cotre-pilote du Havre), le Neire Mâove ou le coquillier François Monique.
Il est de nouveau présent à l'Armada 2013 à Rouen.